# Corymorpha glacialis
Corymorpha glacialis är en nässeldjursart som beskrevs av Sars 1859. Corymorpha glacialis ingår i släktet Corymorpha och familjen Corymorphidae. Inga underarter finns listade i Catalogue of Life.